# Svatava (Černovice)
Svatava (německy Swatawa) je vesnice, část města Černovice v okrese Pelhřimov. Nachází se asi 2,5 km na východ od Černovic. V roce 2009 zde bylo evidováno 54 adres. V roce 2001 zde trvale žilo 50 obyvatel.
Svatava leží v katastrálním území Svatava u Černovic o rozloze 3,3 km2.
Významné osobnosti:
Eva Hudečková, herečka a spisovatelka sem jezdila v dětství na prázdniny, ke své babičce a také se tu odehrává část příběhu její knihy Bezhlavá kobyla (1992) – román (původně filmový scénář), který byl nadšeně přijat jak kritiky, tak čtenáři; je obrazem doby, kterou autorka prožívala v totalitním režimem pronásledované rodině.

## Fotogalerie

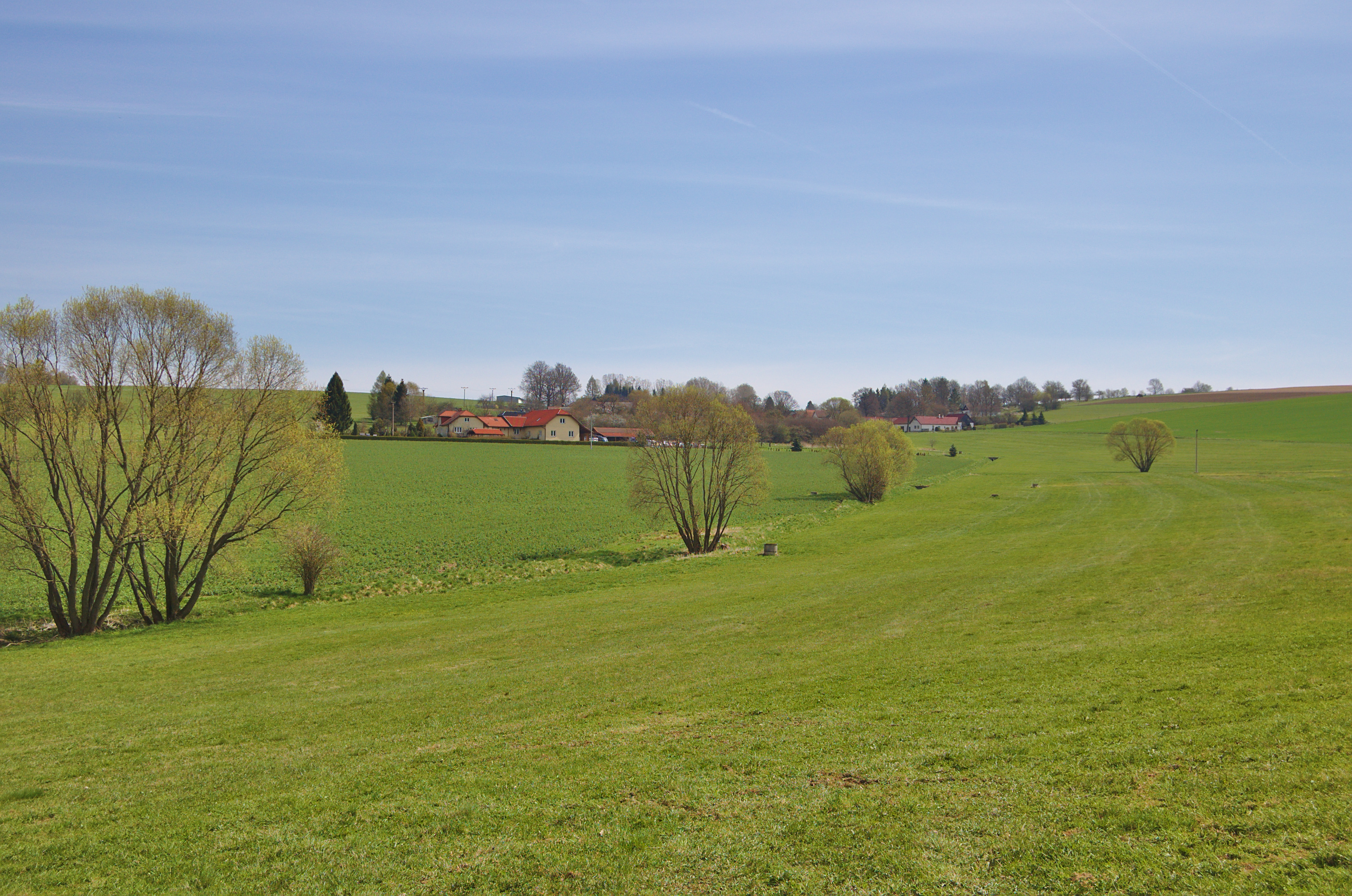
Pohled na obec od západu